# 炔孕酮
炔孕酮（英語：Ethisterone），也有称为乙炔睾酮（英語：ethinyltestosterone）、孕炔醇酮（英語：pregneninolone，商品名：Proluton C 或 Pranone等）是一种黄体制剂药物，过去被用于治疗一些妇科疾病，但现在已不再使用。